# العلاقات الليبية الهايتية
العلاقات الليبية الهايتية هي العلاقات الثنائية التي تجمع بين ليبيا وهايتي.

## مقارنة بين البلدين
هذه مقارنة عامة ومرجعية للدولتين:
| وجه المقارنة                                              | ليبيا                                       | هايتي                                |
| --------------------------------------------------------- | ------------------------------------------- | ------------------------------------ |
| المساحة (كم2)                                             | 1.76 مليون                                  | 27.75 ألف                            |
| عدد السكان (نسمة)                                         | 6.37 مليون                                  | 10.98 مليون                          |
| الكثافة السكانية (ن./كم²)                                 | 3.62                                        | 395.68                               |
| العاصمة                                                   | طرابلس                                      | بورت أو برانس                        |
| اللغة الرسمية                                             | اللغة العربية، اللغة العربية الفصحى الحديثة | لغة فرنسية، اللغة الكريولية الهايتية |
| العملة                                                    | دينار ليبي                                  | جوردة هايتية                         |
| الناتج المحلي الإجمالي (بليون دولار)                      | 50.98 مليار                                 | 8.41 مليار                           |
| الناتج المحلي الإجمالي (تعادل القوة الشرائية) بليون دولار | 69.32 مليار                                 | 18.82 مليار                          |
| الناتج المحلي الإجمالي الاسمي للفرد دولار أمريكي          |                                             | 818                                  |
| الناتج المحلي الإجمالي للفرد دولار أمريكي                 | 15.60 ألف                                   | 1.73 ألف                             |
| مؤشر التنمية البشرية                                      | 0.724                                       | 0.483                                |
| رمز المكالمات الدولي                                      | +218                                        | +509                                 |
| رمز الإنترنت                                              | .ly                                         | .ht                                  |
| المنطقة الزمنية                                           | ت ع م+02:00، توقيت شرق أوروبا               | 00                                   |

## منظمات دولية مشتركة
يشترك البلدان في عضوية مجموعة من المنظمات الدولية، منها:
| علم المنظمة | اسم المنظمة                        | تاريخ انضمام ليبيا | تاريخ انضمام هايتي |
| ----------- | ---------------------------------- | ------------------ | ------------------ |
|             | البنك الدولي للإنشاء والتعمير      | 17 سبتمبر 1958     | 8 سبتمبر 1953      |
|             | منظمة حظر الأسلحة الكيميائية       | ?                  | ?                  |
|             | الأمم المتحدة                      | 14 ديسمبر 1955     | 24 أكتوبر 1945     |
|             | منظمة الشرطة الجنائية الدولية      | ?                  | ?                  |
|             | وكالة ضمان الاستثمار متعدد الأطراف | 5 أبريل 1993       | 11 ديسمبر 1996     |
|             | يونسكو                             | 27 يونيو 1953      | 18 نوفمبر 1946     |
|             | مؤسسة التنمية الدولية              | 1 أغسطس 1961       | 13 يونيو 1961      |
|             | مؤسسة التمويل الدولية              | 18 سبتمبر 1958     | 20 يوليو 1956      |
|             | الاتحاد البريدي العالمي            | ?                  | ?                  |
|             | الاتحاد الدولي للاتصالات           | 3 فبراير 1953      | 10 أكتوبر 1927     |

## وصلات خارجية
- موقع وزارة الخارجية الليبية
- موقع وزارة الخارجية الهايتية